# Enrico De Nicola
Enrico De Nicola (1877-1959) là chính trị gia người Ý, ông là người đứng đầu nước Ý từ năm 1946 đến năm 1948 với chức vụ Quốc trưởng và Tổng thống.